# Lolif
 Lolif  es una población y comuna francesa, situada en la región de Baja Normandía, departamento de Mancha, en el distrito de Avranches y cantón de Sartilly.

## Demografía
| 637 | 546 | 516 | 523 | 527 | 522 |
| Para los censos de 1962 a 1999 la población legal corresponde a la población sin duplicidades (Fuente: INSEE [Consultar]) |     |     |     |     |     |